# Андриссен, Виллем
Виллем Андриссен (нидерл. Willem Andriessen; 25 октября 1887, Гарлем — 29 марта 1964, Амстердам) — нидерландский пианист, композитор и педагог.
Старший брат нидерландского органиста и композитора Хендрика Андриссена. Родился в семье органиста Николааса Андриссена и художницы. Дед — живописец Виллем Вестер.
Учился у И. де Пау (фортепиано) и Бернарда Зверса (теория) в Амстердамской консерватории (1903—1908). Преподавал игру на фортепиано в консерваториях в Гааге (1910—1918 года; с 1949 года — её директор), Роттердаме (1918—1924 года) и Амстердаме (с 1924 года; в 1937—1953 годах — директор). Выступал как пианист, исполнял главным образом произведения Людвига ван Бетховена, Роберта Шумана, Фредерика Шопена и Иоганнеса Брамса.
Наиболее известные произведения для фортепиано, Андриссен — автор мессы для смешанного хора и органа (1914); концерта для фортепиано с оркестром (1908); сонаты (1938), сонатины (1945), прелюдии (1942) и другие, пьес для фортепиано. Написал труд «Люди в музыке» (Mensen in de muziek, 1962).